# Coupe de la Ligue anglaise de football 1965-1966
Navigation
1964-1965 1966-1967
La Coupe de la Ligue anglaise de football 1965-1966 est la sixième édition de la Coupe de la Ligue anglaise de football, elle regroupe les 92 meilleurs clubs d'Angleterre.
La compétition est remportée par West Bromwich Albion, qui bat West Ham United en finale par 5 buts à 3 en score cumulé. Le match aller à Boleyn Ground à Londres se solde par une victoire 2 à 1 pour West Ham, le match retour à West Bromwich se solde par une victoire 4 à 1 pour West Bromwich Albion.

## Format
Les 20 clubs de la Premier League et les 72 clubs de la Football League sont conviés à la compétition. Dix clubs ne participent pas à cette édition.
Jusqu'aux quarts de finale les rencontres se disputent sur un seul match. En cas d'égalité après le temps règlementaire, une prolongation de deux fois 15 minutes est jouée. S'il n'y a pas de vainqueur au bout de la prolongation, le match est rejoué chez le club visiteur. A partir des demi-finales, les matchs sont joués en aller et retour, en cas d'égalité au score cumulé un troisième match est joué.
Les clubs ne participants pas à la compétition :
- Arsenal FC
- Chelsea FC
- Sheffield Wednesday
- Tottenham Hotspur
- Wolverhampton Wanderers
- Everton FC
- Liverpool FC
- Manchester United
- Nottingham Forest

Le tenant du titre, Chelsea FC, ne participe pas à la compétition donnant la priorité à la Coupe des villes de foires 1965-1966.

## Calendrier
| Tour           | Date principale               |
| -------------- | ----------------------------- |
| premier tour   | 1 septembre 1965              |
| deuxième tour  | 22 septembre 1965             |
| troisième tour | 13 octobre 1965               |
| quatrième tour | 3 novembre 1965               |
| cinquième tour | 17 novembre 1965              |
| demi-finales   | décembre 1965 et février 1966 |
| finales        | 9 et 23 mars 1966             |

## Demi-finales
| Équipe 1             | Résultat | Équipe 2            | Aller | Retour |
| -------------------- | -------- | ------------------- | ----- | ------ |
| West Bromwich Albion | 6 - 3    | Peterborough United | 2 - 1 | 4 - 2  |
| West Ham United      | 10 - 3   | Cardiff City        | 5 - 2 | 5 - 1  |

## Finales
La première finale se déroule le 9 mars 1966 à Boleyn Ground, le match retour le 23 mars 1966 à The Hawthorns à West Bromwich.
| Équipe 1        | Résultat | Équipe 2             | Aller | Retour |
| --------------- | -------- | -------------------- | ----- | ------ |
| West Ham United | 3 - 5    | West Bromwich Albion | 2 - 1 | 1 - 4  |